# A Thousand Leaves
A Thousand Leaves är ett musikalbum av Sonic Youth som släpptes den 12 maj 1998 på skivbolaget Geffen Records.

## Låtlista
1. Contre le Sexisme
2. Sunday
3. Female Mechanic Now on Duty
4. Wild Flower Soul
5. Hoarfrost
6. French Tickler
7. Hits of Sunshine (For Allen Ginsberg)
8. Karen Koltrane
9. The Ineffable Me
10. Snare, Girl
11. Heather Angel